# Стоу (Пенсилванија)
Стоу (енгл. Stowe) насељено је место без административног статуса у америчкој савезној држави Пенсилванија.

## Демографија
По попису из 2010. године број становника је 3.695, што је 110 (3,1%) становника више него 2000. године.
| Група             | 2000.         | 2010.         |
| Белци             | 3.179 (88,7%) | 3.077 (83,3%) |
| Афроамериканци    | 259 (7,2%)    | 359 (9,7%)    |
| Азијати           | 32 (0,9%)     | 23 (0,6%)     |
| Хиспаноамериканци | 76 (2,1%)     | 122 (3,3%)    |
| Укупно            | 3.585         | 3.695         |